# Мостовничий
Мостовничий — посадова особа, яка здійснювала нагляд за станом доріг, мостів і гребель у маєтках державного домену у Великому князівстві Литовському. Пізніше — почесна посада, не пов'язана з виконанням будь-яких функцій. Посада мостовничого була відсутня в Королівстві Польському і існувала тільки у Великому князівстві Литовському.